# Rivière Buet
Der Rivière Buet ist ein 190 km langer linker Nebenfluss des Rivière Arnaud im Nordosten der Ungava-Halbinsel in der kanadischen Provinz Québec.

## Flusslauf
Der Rivière Buet durchfließt eine Tundralandschaft des Kanadischen Schildes im Hohen Norden Kanadas. Er hat seinen Ursprung in dem 390 m hoch gelegenen See Lac Buet im Nordosten der Ungava-Halbinsel, etwa 35 km von der Hudsonstraße entfernt. Der Rivière Buet fließt anfangs knapp 80 km in südsüdwestliche Richtung. Anschließend biegt der Fluss in Richtung Ostsüdost ab und mündet schließlich 17 km westlich der Siedlung Kangirsuk in den Rivière Arnaud, knapp 30 km oberhalb dessen Mündung in die Ungava Bay. Der Rivière Buet entwässert ein Areal von etwa 4000 km².

## Namensgebung
Der Fluss wurde nach Alexis Buet (~1643–1721), ein Diener und Schneider in Neufrankreich benannt. Bis 1968 hieß der Fluss Rivière Toms. Bei den Inuit ist er als Kuuga bekannt, was „der Fluss“ bedeutet.